# Cwichelm

Distribució dels pobles establerts a Gran Bretanya al segle VII

Cwichelm (mort cap al 636) fou un rei anglosaxó dels gewisse, un poble instal·lat al curs superior del Tàmesi que més tard creà el regne de Wessex. Normalment es compta entre els reis de Wessex.
Cwichelm és esmentat primer a la Crònica anglosaxona el 614: "Enguany Cynegils i Cwichelm lluitaren a Beandun, i mataren dos mil quatre-cents sis gal·lesos."
Beda registra que l'intent d'assassinat del Rei Edwin de Deira, cap al 626, fou ordenat pel rei dels saxons occidentals Cwichelm, i no esmenta Cynegils. El 628 Cynegils i Cwichelm s'enfrontaren al rei Penda a Cirencester. Seria s'esperar que la Crònica informés de la victòria, però no ho esmenta així és probable que Penda fos el vencedor.
El darrer esment de Cwichelm és l'any 636, quan la Crònica recull: "Enguany el Rei Cwichelm va ser batejat a Dorchester, i va morir el mateix any." Cynegils també fou batejat en aquell temps pel Bisbe Birinus, amb Osvald de Northúmbria com el seu padrí. L'entrada final a la Crònica anglosaxona sobre Cwichelm, el 648, estableix que: "Enguany Cenwalh va donar la seva relació Cuthred tres mil pells per Ashdown. Cuthred era el fill de Cwichelm, Cwichelm de Cynegils." Cuthred podria haver sigut un rei vassall de Cynegils i Cenwalh.
La relació de Cwichelm amb Cynegils, i la qüestió de si el Rei Cwichelm era fill de Cynegils és controvertida. L'entrada sobre el principi del 648 fa referència a Cuthred, fill de Cwichelm, fill de Cynegils, l'ús del terme llatí propinquus (relació, parentiu) més que nepos (net, nebot) potser és sorprenent. Barbara Yorke accepta que hi havia un sol Cwichelm, i que era el fill de Cynegils. D.P. Kirby postula que l'evidència és dèbil, confusa, i mostra signes de canvi en la forma en què ho recullen les cròniques. L'evidència que Cwichelm era rei del Gewisse és inassequible, però la qüestió sobre la seva ascendència i relació amb Cynegils és molt menys assequible.